# Прибережні луки заходу Мексиканської затоки
Прибережні луки заходу Мексиканської затоки (ідентифікатор WWF: NA0701) — неарктичний екорегіон тропічних та субтропічних луків, саван і чагарників, розташований на півдні США та на північному сході Мексики. У Луїзіані він відомий як "Каджунська прерія", в Техасі — як "Прибережна прерія", а в Тамауліпасі — як "Тамауліпаський пастізаль".

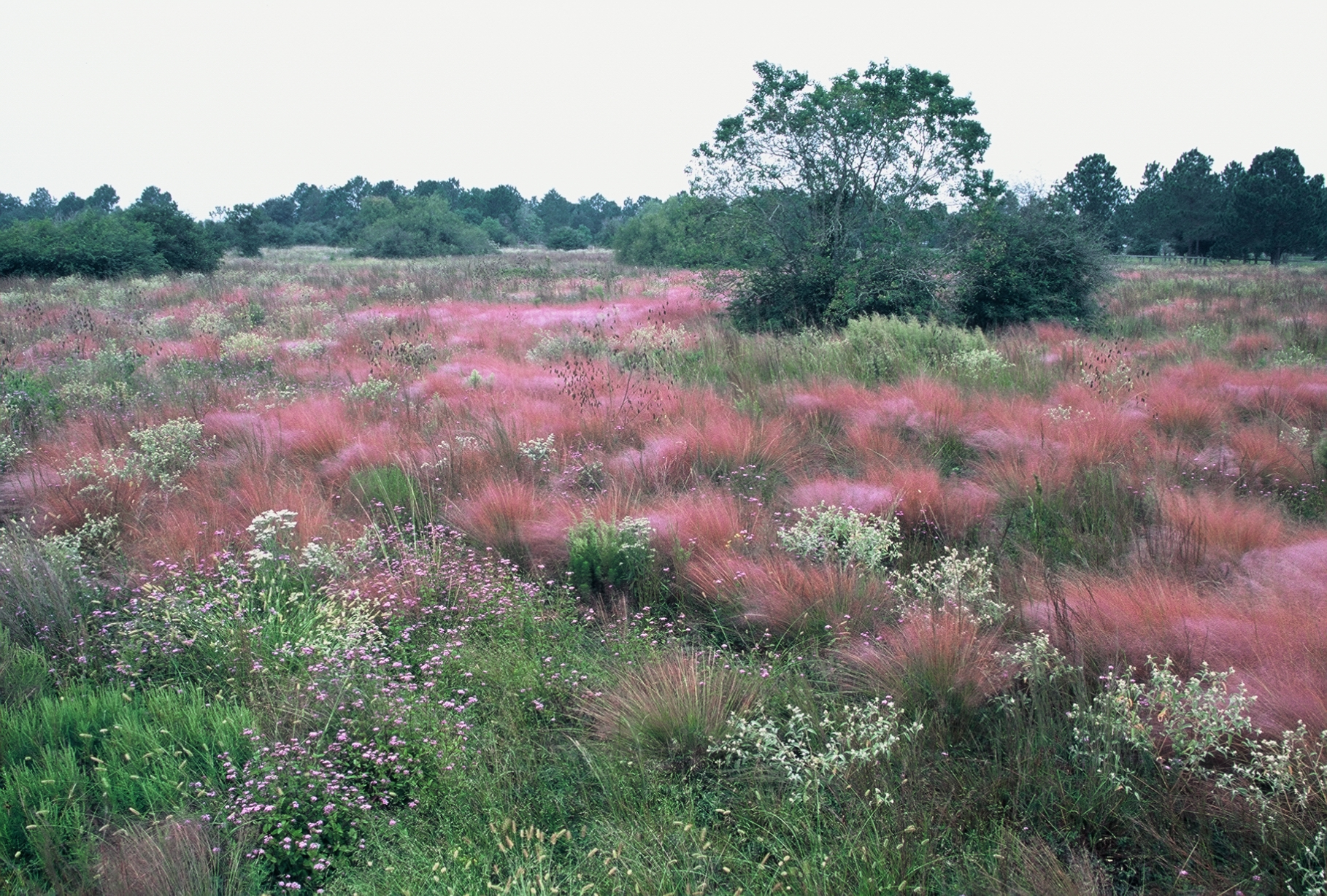
Прерія Вільямс в окрузі Воллес, Техас

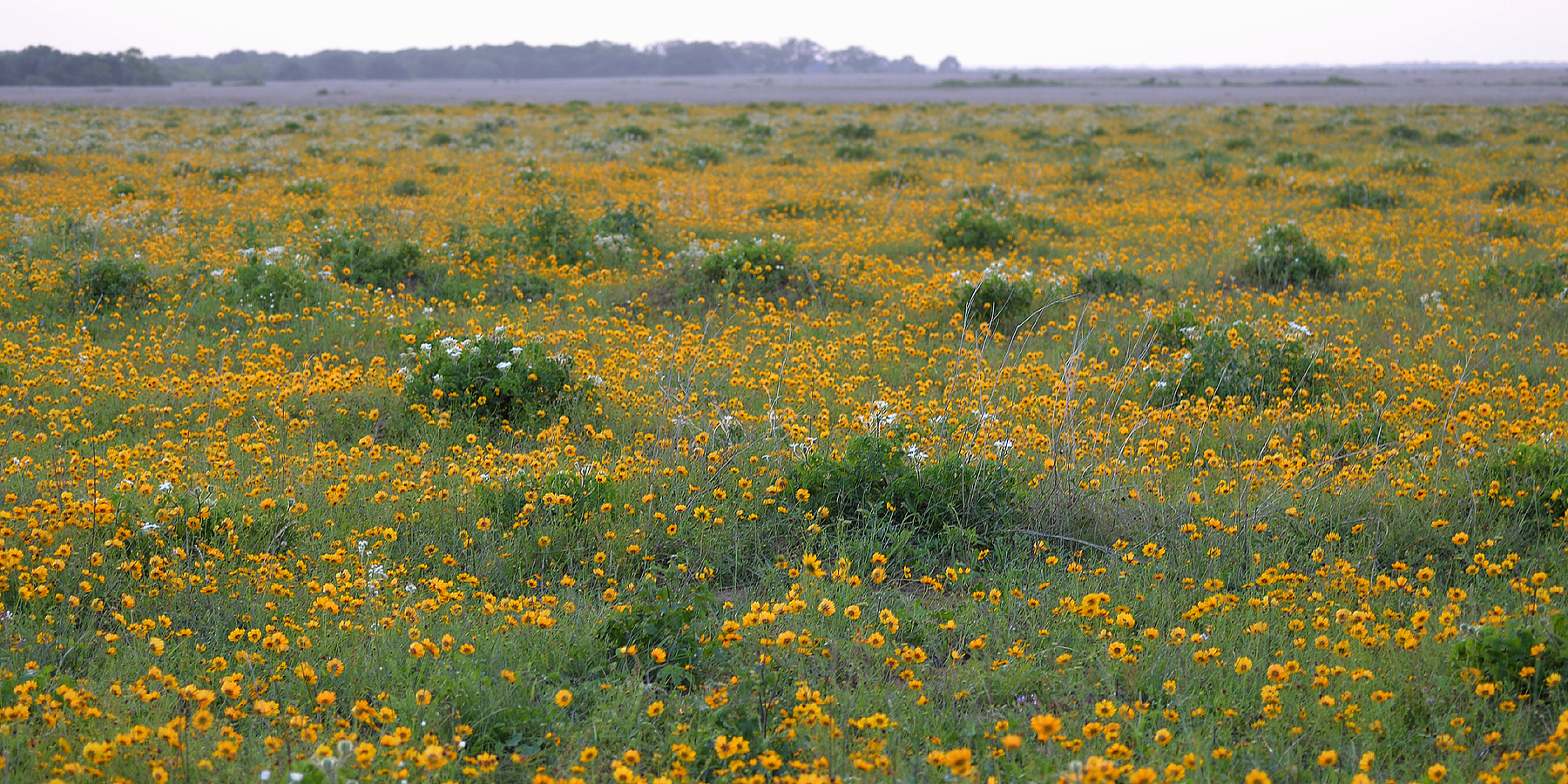
Квіти Cnidoscolus texanus (Cnidoscolus texanus) та фарбувальних дівочих очок (Coreopsis tinctoria) у заповіднику лучних тетеруків Еттуотера (Техас)

## Географія
Екорегіон прибережних луків заходу Мексиканської затоки простягається уздовж північно-західного узбережжя Мексиканської затоки, від дельти Міссісіпі на південному сході Луїзіани на захід через Техас до Лагуни-Мадре у мексиканському штаті Тамауліпас. Він включає пляжі, лимани, лагуни, різноманітні водно-болотні угіддя у припливній зоні, численні бар'єрні острови, а також луки та ліси у прибережних районах суходолу, на відстані до 80-145 км від узбережжя. 
Екосистеми екорегіону, певною мірою, мають едафічне походження. У ґрунтах, поширених на північно-західному узбережжі Мексиканської затоки, переважають вертісолеві глини, механічні властивості яких ускладнюють ріст та укорінення багатьох видів дерев. В результаті, неможливість формування лісового покриву дозволяє трав'янистим рослинам домінувати, формуючи луки. Однак подекуди важкі глини перемежовуються ділянками з більшим вмістом піску та мулу. Ці території зазвичай відповідають заплавним та прибережним зонам, які є більш сприятливими для росту дерев та дозволяють формувати галерейні ліси або навіть густі заплавні ліси.
У внутрішніх районах континенту прибережні луки заходу Мексиканської затоки переходять у ліси Міссісіпської низовини (у дельті Міссісіпі в Луїзіані), у ліси Пайні-Вудсу (на південному заході Луїзіани та сході Техасу), у ліси сходу Центрального Техасу (в Техасі) та у чагарники Тамауліпаського мескіталю (на півдні Техасу та в Мексиці).

## Клімат
У північній частині екорегіону (від південно-західної Луїзіани до верхнього узбережжя Техасу) переважає вологий субтропічний клімат (Cfa за класифікацією кліматів Кеппена), який характеризується спекотним, дощовим літом та м'якою зимою. Середньорічна кількість опадів тут коливається від 600 до 1600 мм. Далі на південь уздовж узбережжя Техасу та на північному сході Тамауліпасу переважає напівпустельний клімат (BSh за класифікацією кліматів Кеппена). За рік тут випадає від 300 до 450 мм опадів. Влітку температура в екорегіоні підіймається до 36 °C, а взимку опускається до 6-10 °C. Узбережжя регіону вразливе до тропічних циклонів, які можуть завдати серйозної шкоди природним екосистемам.

## Флора
Основними рослинними угрупованнями екорегіону є прибережні прерії. Ці луки мають спільні риси з типовими високотравними преріями, поширеними на Великих рівнинах та на Середньому Заході США, однак мають і деякі відмінності. 
Основу прерій, що ростуть у засоленій прибережній смузі, за смугою піщаних дюн, складають приморські бородачники (Schizachyrium scoparium var. littorale) та одноколосі двоколосники (Paspalum monostachyum), а також прибережні спороболуси (Sporobolus spartinae), приморські дворядники (Distichlis spicata), різні види осок (Carex spp.), смикавців (Cyperus spp.), ситників (Juncus spp.) та комишів (Scirpus spp.). Оскільки солоність зменшується з віддаленням від узбережжя, різноманіття злаків та різнотрав'я у преріях збільшується. Серед трав, поширених у преріях регіону, слід відзначити приморський бородачник (Schizachyrium scoparium var. littorale), пониклий сорговник (Sorghastrum nutans), складчастий двоколосник (Paspalum plicatulum), високий бородачник (Andropogon gerardi), східну гаму (Tripsacum dactyloides), приморську мюленбергію (Muhlenbergia sericea), техаський тризубник (Tridens texanus), тупоконечний тризубник (Tridens muticus), пальчатку Хітчкока (Digitaria hitchcockii), пурпурову арістіду (Aristida purpurea), пурпурову граму (Bouteloua radicosa) та кілька видів проса (Panicum spp.). У прерієвих угрупованнях, що ростуть на незвичайних субстратах, зокрема на засолених глинистих ґрунтах, зростають деякі рідкісні та ендемічні види.
У заплавах річок, що протікають через територію екорегіону, зустрічаються заплавні ліси, основу яких складають дерева, типові для інших лісів південного сходу США, зокрема віргінські дуби (Quercus virginiana), болотяні кипариси (Taxodium distichum), віргінські магнолії (Magnolia virginiana), ладанні сосни (Pinus taeda), зірчасті дуби (Quercus stellata) та цукрові каркаси (Celtis laevigata). На півдні екорегіону, де переважає напівпустельний клімат, поширені чагарники медових мескітів (Prosopis glandulosa), солодких акацій (Vachellia farnesiana var. farnesiana), диких лаймів (Zanthoxylum fagara) та техаської хурми (Diospyros texana). На північній окраїні Лагуни-Мадре в Тамауліпасі ростуть стрілолисті неопрінглеї (Neopringlea integrifolia), мескітові (Prosopis spp.), акацієві (Acacia spp.), кордієві (Cordia spp.) та каперцеві (Capparis spp.) чагарники та багаторічні трави. Основними факторами, які раніше підтримували прерії, ліси та чагарники екорегіону, були пожежі, випас травоїдних тварин та урагани.

## Фауна

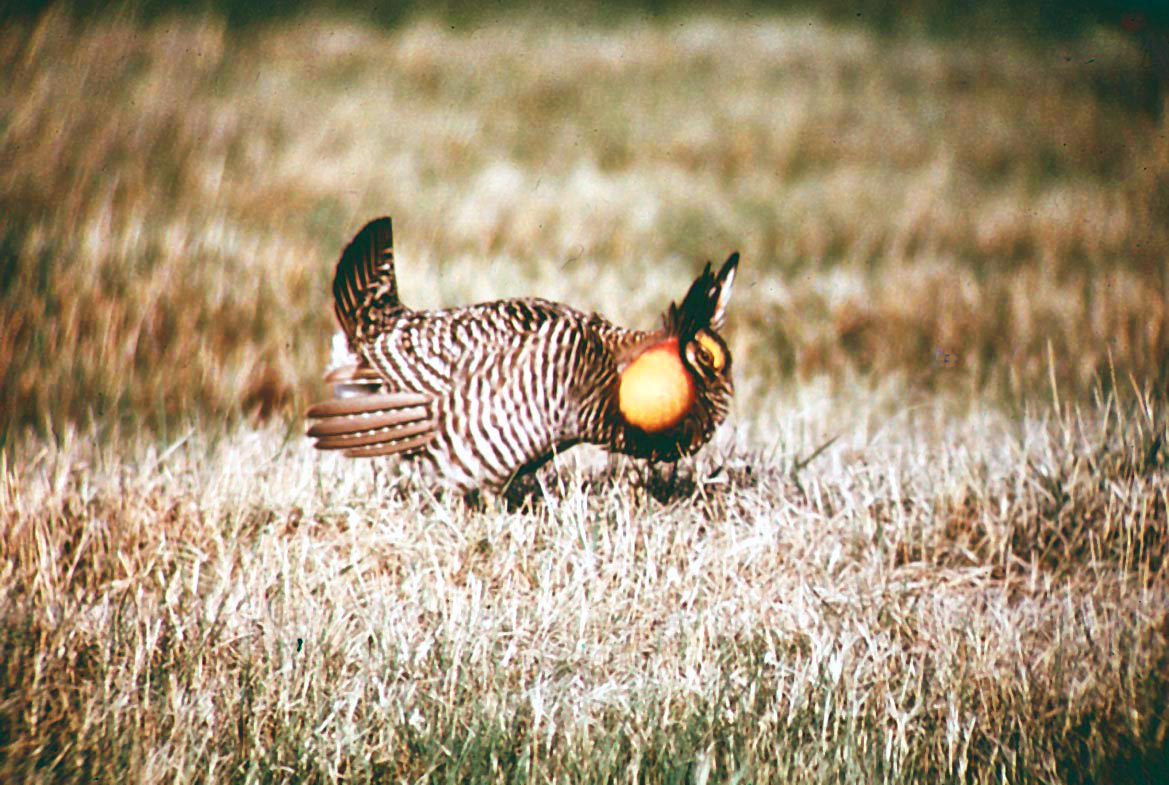
Лучний тетерук Еттуотера (Tympanuchus cupido attwateri)

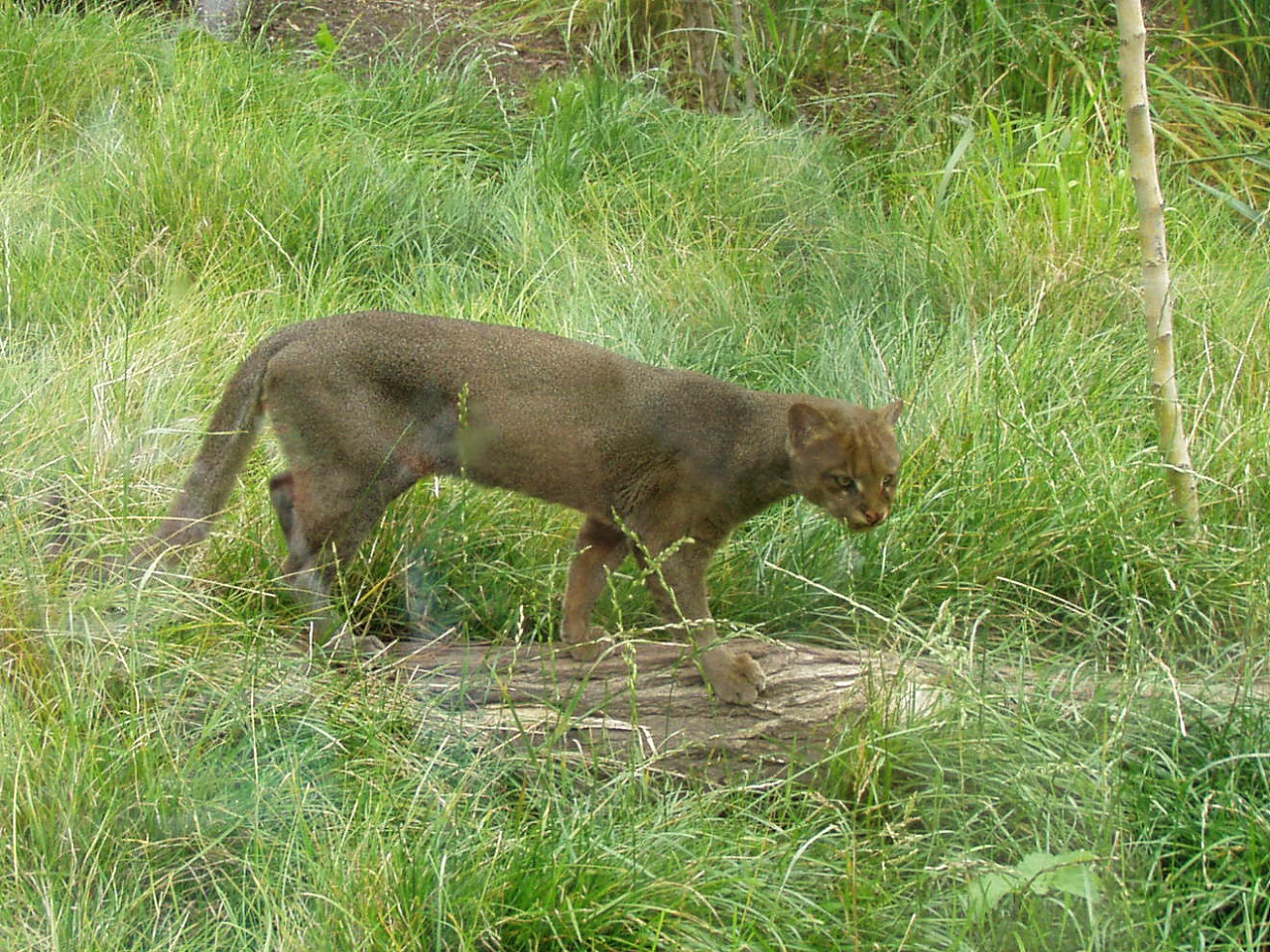
Ягуарунді (Herpailurus yagouaroundi carcomitli)

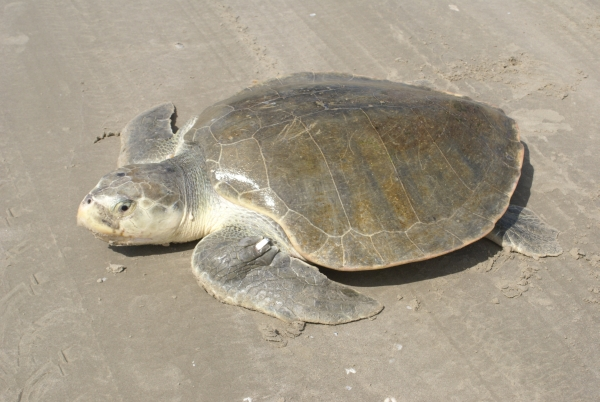
Черепаха Кемпа (Lepidochelys kempii)

Фауна екорегіону вирізняється високим різноманіттям. Тут зустрічається близько 700 видів хребетних тварин, зокрема 86 видів ссавців та понад 340 видів птахів, багато з яких перебувають під загрозою зникнення. 
Серед поширених в регіоні ссавців слід відзначити білохвостого оленя (Odocoileus virginianus), ошийникового пекарі (Dicotyles tajacu), койота (Canis latrans), сіру лисицю (Urocyon cinereoargenteus), руду рись (Lynx rufus), довгохвосту ласицю (Neogale frenata), смугастого скунса (Mephitis mephitis), східного плямистого скунса (Spilogale putorius), звичайного ракуна (Procyon lotor), північноамериканську котофредку (Bassariscus astutus), американського борсука (Taxidea taxus), великовухого зайця (Lepus californicus), флоридського кролика (Sylvilagus floridanus), дев'ятипоясного броненосця (Dasypus novemcinctus), віргінського опосума (Didelphis virginiana), східноамериканського крота (Scalopus aquaticus), південну бларину (Blarina carolinensis) та північноамериканську коротковуху мідицю (Cryptotis parva). 
Серед гризунів, що зустрічаються на луках регіону, слід відзначити тринадцятисмугого ховраха (Ictidomys tridecemlineatus), ріо-грандського ховраха (Ictidomys parvidens), плямистого ховрашка (Xerospermophilus spilosoma), луїзіанського гофера (Geomys breviceps), майже ендемічного техаського гофера (Geomys personatus), торбомишу Мерріама (Perognathus merriami), північну байомишку (Baiomys taylori), білочереву коникоїдку (Onychomys leucogaster), рудувату врожайницю (Reithrodontomys fulvescens), східну врожайницю (Reithrodontomys humulis), південного кактусового хом'яка (Neotoma micropus), щетинистого бавовняного хом'яка (Sigmodon hispidus), болотяного рисового хом'яка (Oryzomys palustris), білоногу мишу (Peromyscus leucopus), сіру вивірку (Sciurus carolinensis) та лисячу вивірку (Sciurus niger). На берегах річок зустрічаються канадські бобри (Castor canadensis), канадські видри (Lontra canadensis), річкові візони (Neogale vison), болотяні ондатри (Ondatra zibethicus) та водяні кролики (Sylvilagus aquaticus). В Мексиці, на південному заході регіону, поширені білоносі носухи (Nasua narica), оцелоти (Leopardus pardalis), затокові ягуарунді (Herpailurus yagouaroundi carcomitli), мексиканські гетеромиші (Heteromys irroratus) та південні жовті волохатохвости (Lasiurus ega). Ендеміками екорегіону є гофери Еттвотера (Geomys attwateri) та прибережні кенгурові стрибуни (Dipodomys compactus).
Раніше в екорегіоні зустрічалися рівнинні бізони (Bison bison bison), вилороги (Antilocapra americana), барибали (Ursus americanus), руді вовки (Canis rufus), північноамериканські пуми (Puma concolor couguar) та ягуари (Panthera onca), однак наразі вони вимерли.
У XIX столітті у прибережних преріях Техасу та Луїзіани мешкало близько мільйона лучних тетеруків Еттуотера (Tympanuchus cupido attwateri), що належали до ендемічного підвиду. Вони були важливим джерелом їжі для перших колоністів Техасу, а пізніше — популярним об'єктом полювання. Однак внаслідок різкої втрати оселищ, пов'язаної з розвитком сільського господарства, розширенням міст і промисловості та вторгненням дерев у прерії, їхня популяція катастрофічно скоротилася. До 1919 року вид зник у Луїзіані, а до 1937 року в Техасі залишилося лише близько 8700 птахів. Незважаючи на те, що у 1967 році лучні тетеруки Еттуотера були внесені до федерального списку зникаючих видів США, протягом 1990-х років їх популяція продовжувала скорочуватися з приблизно 456 птахів у 1993 році до 42 птахів у 1996 році. Програма розведення в неволі частково призвела до відновлення популяції виду, однак станом на 2021 рік популяція лучних тетеруків Еттуотера становила менше 100 птахів.
У прибережних водно-болотних угіддях екорегіону гніздяться та зимують численні водоплавні та коловодні птахи, зокрема дуже рідкісні американські журавлі (Grus americana), міктерії (Mycteria americana), рожеві косарі (Platalea ajaja), узбережні пастушки (Rallus crepitans), американські султанки (Porphyrio martinica), рудошиї чепури (Egretta rufescens), блакитні чепури (Egretta caerulea), трибарвні чепури (Egretta tricolor), білі ібіси (Eudocimus albus), бурі пелікани (Pelecanus occidentalis), рогодзьобі пелікани (Pelecanus erythrorynchos), американські кулики-сороки (Haematopus palliatus), американські змієшийки (Anhinga anhinga), червонозьобі свистачі (Dendrocygna autumnalis) та флоридські крижні (Anas fulvigula).
Серед інших птахів, що зустрічаються в екорегіоні, слід відзначити віргінську перепелицю (Colinus virginianus), строкатоголового талпакоті (Columbina passerina), американського боривітра (Falco sparverius), пустельного канюка (Parabuteo unicinctus), малого ані (Crotophaga sulcirostris), вогнистого колібрі-крихітку (Selasphorus rufus), юкатанську амазилію (Amazilia yucatanensis), берегову ворону (Corvus ossifragus), прерієвого щеврика (Anthus spragueii), рудого тремблера (Toxostoma longirostre), великохвостого гракла (Quiscalus mexicanus), прибережного гракла (Quiscalus major), болотяного овада (Cistothorus palustris), болотяну пасовку (Melospiza georgiana), лучного багновця (Ammospiza leconteii) та приморського багновця (Ammodramus maritimus). В мексиканській частині регіону поширені жовтодзьобі голуби (Patagioenas flavirostris), білокрилі зенаїди (Zenaida asiatica), бразильські баклани (Phalacrocorax brasilianus), бурі паї (Psilorhinus morio), чорноголові трупіали (Icterus graduacauda) та білошиї зерноїди (Sporophila morelleti), а також майже ендемічні зеленощокі амазони (Amazona viridigenalis), мексиканські ворони (Corvus imparatus) та мексиканські жовтогорлики (Geothlypis flavovelata).
Узбережжя Техасу та Тамауліпасу є єдиним місцем у світі, де відкладають яйця рідкісні черепахи Кемпа (Lepidochelys kempii). Також в екорегіоні зустрічаються й інші морські черепахи, зокрема шкірясті черепахи (Dermochelys coriacea), зелені черепахи (Chelonia mydas), довгоголові морські черепахи (Caretta caretta gigas) та бісси (Eretmochelys imbricata). Серед інших плазунів, поширених в регіоні, слід відзначити міссісіпського алігатора (Alligator mississippiensis), каролінського аноліса (Anolis carolinensis), земляного сцинка (Scincella lateralis), шестисмугого батогохвоста (Aspidoscelis sexlineatus), майже ендемічного ларедського батогохвоста (Aspidoscelis laredoensis), техаську фриносому (Phrynosoma cornutum), плямистохвосту безвуху ящірку (Holbrookia lacerata), майже ендемічну кілювату безвуху ящірку (Holbrookia propinqua), смугастого вужа (Nerodia fasciata), вужа-циклопа (Nerodia cyclopion), солоно-болотяну змію (Nerodia clarkii), арлекінового коралового аспіда (Micrurus fulvius), техаського коралового аспіда (Micrurus tener) та прерієву королівську змію (Lampropeltis calligaster). На півдні екорегіону зустрічаються ріо-грандські листкові жаби (Eleutherodactylus cystignathoides) та білогубі свистуни (Leptodactylus fragilis).

## Екорегіони IV рівня
У схемі екорегіонів Агенції з охорони довкілля США Прибережна рівнина заходу Мексиканської затоки є екорегіоном III рівня, який приблизно співпадає з екорегіоном прибережних луків заходу Мексиканської затоки, за винятком того, що регіон, визначений Агенцією з охорони довкілля, закінчується на кордоні з Мексикою, тоді як природний екорегіон простягається далі у Північно-Східну Мексику. Згідно з визначенням Агенції з охорони довкілля США, основними відмінними характеристиками Прибережної рівнини заходу Мексиканської затоки є її відносно плаский рельєф та домінування луків у природному рослинному покриві. На рівнинах, що лежать за 80-145 км від узбережжя, переважають більш старі породи, їхній рельєф більш нерівний, а рослинний покрив переважно представлений саванами або лісами.
У межах екорегіону Прибережної рівнини заходу Мексиканської затоки виділяють десять екорегіонів рівня IV: північні вологі прибережні прерії, південні напіввологі прибережні прерії, заплави та низькі тераси, прибережна піщана рівнина, нижня долина Ріо-Гранде, нижня алювіальна заплава Ріо-Гранде, прибережні болота Техасу та Луїзіани, центральні бар'єрні острови та прибережні болота, бар'єрні острови та прибережні болота Лагуни-Мадре та лесові рівнини Лафаєтту.

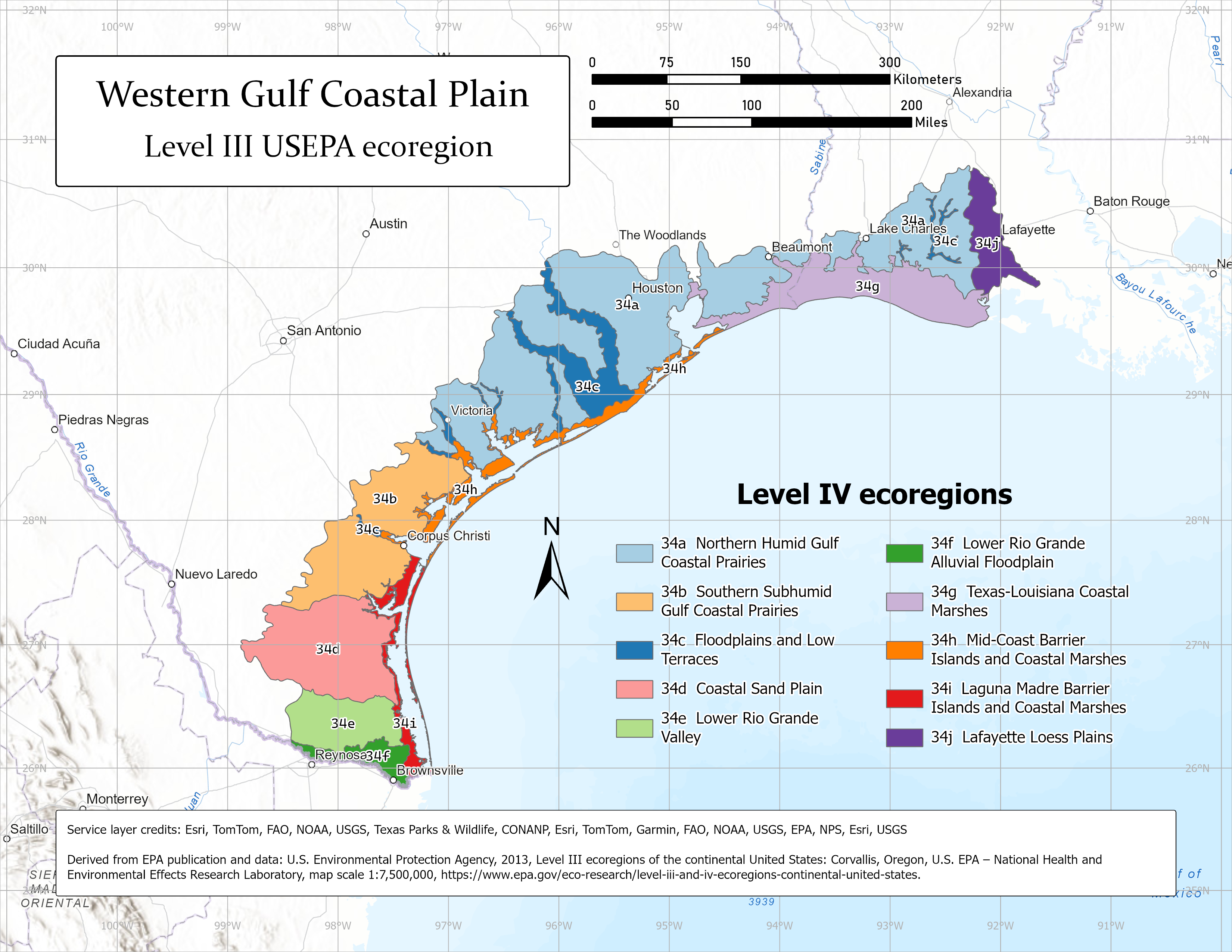
Мапа екорегіонів IV рівня

### Північні вологі прибережні прерії (34a)

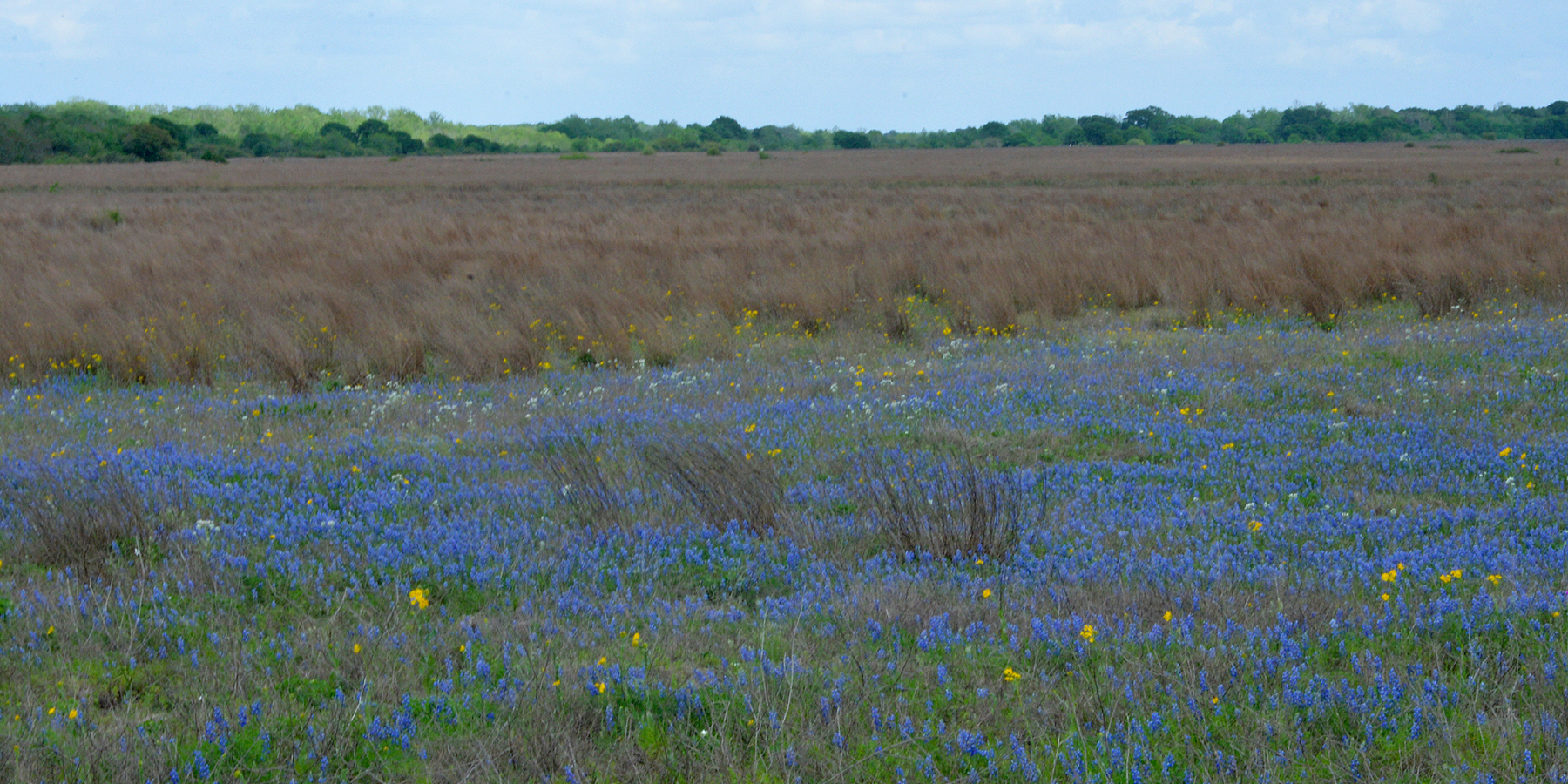
Lupinus texensis (Lupinus texensis) у заповіднику лучних тетеруків Еттуотера

Північні вологі прибережні прерії простягаються на півночі екорегіону, на пологій, переважно пласкій прибережній рівнині, основу якої складають четвертинні дельтові піски, мули та глини. Через низький рельєф та глинисті ґрунти дренаж в регіоні, як правило, поганий, і ґрунти залишаються вологими протягом частини року.
Ґрунти в регіоні переважно дрібнозернисті — глинисті, суглинкові та супіщані. Спостерігається деяка відмінність між більш молодими породами формації Ліссі та більш старими породами формації Бомонт (обидві формації належать до плейстоценової епохи). Формація Ліссі має більш світлі ґрунти, переважно представлені альфісолями з піщано-глинистою структурою поверхні, тоді як для формації Бомонт типові більш темні, глинисті вертісолі. В регіоні зустрічаються численні форми мікрорельєфу, зокрема куполоподібні кургани майме діаметром кілька метрів та висотою до одного метра, та западини гільгай (степові блюдця) діаметром кілька метрів, які додають складності рослинним угрупованням. Середньорічна кількість опадів коливається від 940 мм на південному заході до 1475 мм на північному сході, більшість з яких випадає влітку.
Історично рослинний покрив регіону був представлений високотравними преріями, по яким були розкидані дубові гаї, відомі як мотти. На цих луках домінували високі злаки, зокрема приморські бородачники (Schizachyrium scoparium var. littorale), пониклі сорговники (Sorghastrum nutans), складчасті двоколосники (Paspalum plicatulum), приморські мюленбергії (Muhlenbergia sericea) та прутяне просо (Panicum virgatum), а також зустрічалися сотні інших видів трав'янистих рослин. Загалом прибережні прерії регіону мали деяку подібність до прерій техаського Блекленду (екорегіону 32), поширених у внутрішніх районах Техасу.
У перехідній зоні між прибережними луками Мексиканської затоки та лісами сходу Центрального Техасу (екорегіоном 33) зустрічалися дубові савани, основу яких складали зірчасті дуби (Quercus stellata), а у перехідній зоні з лісами Пайні-Вудсу (екорегіоном 35) зростали ладанні сосни (Pinus taeda). В заплавах річок регіону зустрічалися затоплювані ліси, основу яких складали гікорі-пекани (Carya illinoinensis), цукрові каркаси (Celtis laevigata), ясени (Fraxinus spp.), віргінські дуби (Quercus virginiana) та товстолисті в'язи (Ulmus crassifolia). Вздовж деяких річок та струмків регіону також зустрічалися зарості велетенської тростини (Arundinaria gigantea), різновиду американських бамбуків.
Наразі майже всі прибережні прерії перетворені на ріллю, пасовища або поселення. Поширення екзотичних китайських сальних дерев (Triadica sebifera) та китайської бирючини (Ligustrum sinense) становить серйозну загрозу, оскільки вони здатні перетворити прерію на густі хащі за 20-30 років. Інтродуковані червоні вогняні мурахи (Solenopsis invicta) також негативно впливають на біорізноманіття регіону, знищуючи популяції дрібних ссавців, лучних птахів, амфібій, плазунів та деяких комах.
Історично у прибережних преріях регіону паслися рівнинні бізони (Bison bison bison) та вилороги (Antilocapra americana), хоч і в меншій кількості, ніж на Великих рівнинах, а у лісах, що росли вздовж річок, зустрічалися руді вовки (Canis rufus). Всі ці види наразі вимерли в регіоні, однак птахів тут зустрічається доволі багато, незважаючи на знищення природних ландшафтів. Одними з птахів, які постраждали від втрати прибережних прерій, були лучні тетеруки Еттуотера (Tympanuchus cupido attwateri), популяція яких скоротилася з мільйона до сотні особин.

### Південні напіввологі прибережні прерії (34b)

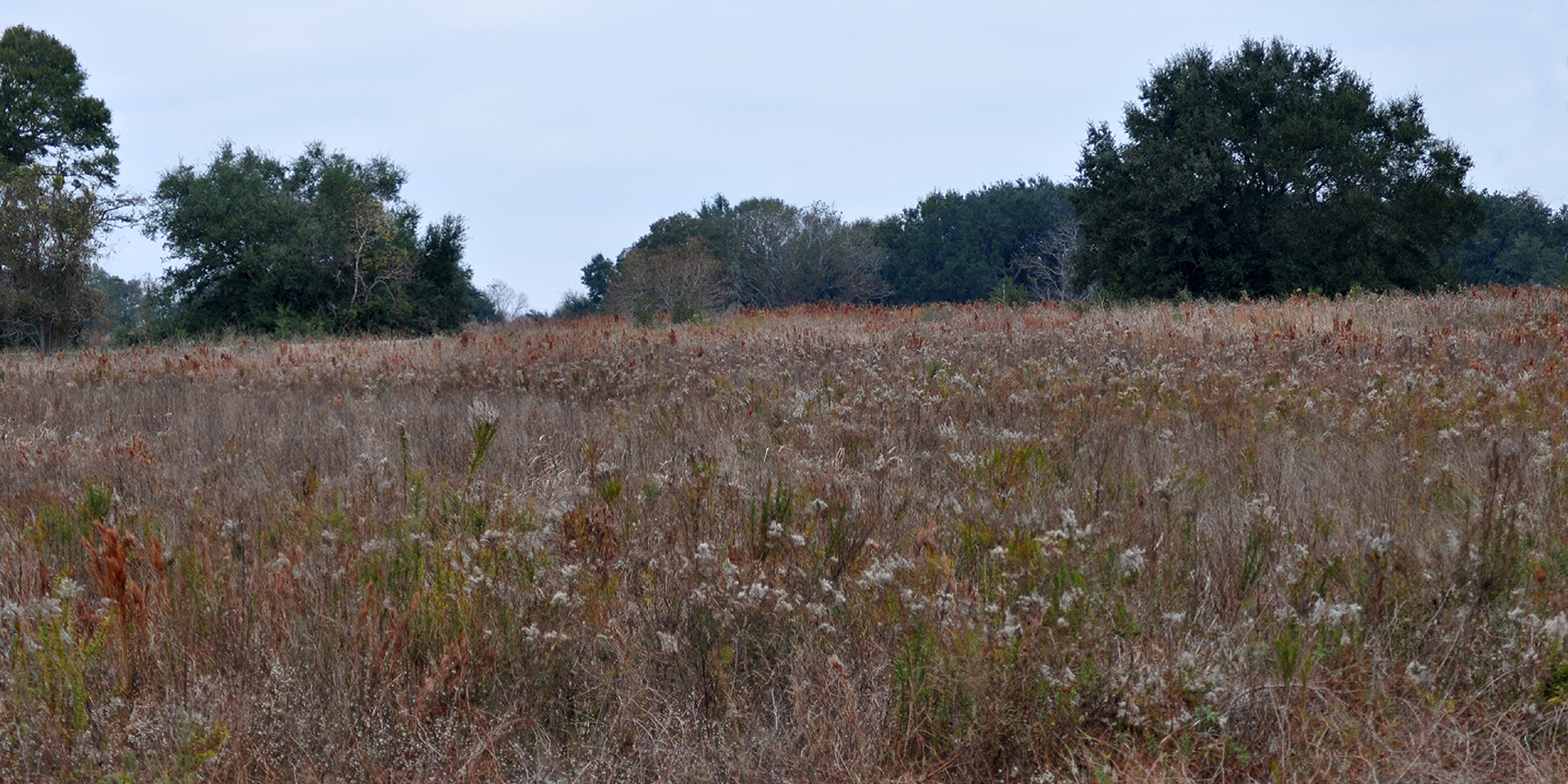
Напівволога прибережна прерія в заповіднику Державний парк Бразос-Бенд

Південні напіввологі прибережні прерії характеризуються більш сухим кліматом, ніж північні вологі прибережні прерії (34a). Середньорічна кількість опадів тут коливається від 660 мм на південному заході до 940 мм на північному сході. Пік опадів спостерігається в травні та вересні, а влітку настає період посухи.
Рослинний покрив регіону раніше був представлений преріями, у яких домінували приморські бородачники (Schizachyrium scoparium var. littorale), пониклі сорговники (Sorghastrum nutans) та високі спороболуси (Sporobolus compositus). Також на цих луках зустрічалися такі трави, як сріблястий бородач (Bothriochloa laguroides), кучерявий мескіт (Hilaria belangeri), рівнинний мишій (Setaria leucopila) та великоколосий мишій (Setaria macrostachya), популяції яких зростали внаслідок інтенсивного випасу. Порівняно з північними вологими прибережними преріями (34a), в регіоні частіше зустрічалися різні види грам (Bouteloua spp.), гусятників (Eragrostis spp.), кучерявих мескітів (Hilaria spp.) та мишіїв (Setaria spp.). Внаслідок боротьби з пожежами, надмірного випасу худоби та інших порушень, спостерігається вторгнення колючих чагарників та дерев, зокрема медових мескітів (Prosopis glandulosa), солодких акацій (Vachellia farnesiana var. farnesiana) та пустельних каркасів (Celtis ehrenbergiana). Майже всі напіввологі прибережні прерії були знищені та замінені на орні землі, пасовища, поселення та промислові об'єкти.

### Заплави та низькі тераси (34c)
Ліси, поширені в заплавах річок та на низьких голоценових річкових терасах на південному заході екорегіону, відрізняються від заплавних лісів Пайні-Вудсу. Їх основу складають гікорі-пекани (Carya illinoinensis), водяні дуби (Quercus nigra), віргінські дуби (Quercus virginiana) та товстолисті в'язи (Ulmus crassifolia), а у лісах, що ростуть на берегах великих річок, трапляються болотяні кипариси (Taxodium distichum). На деяких терасах ростуть чорні гікорі (Carya texana(, зірчасті дуби (Quercus stellata) та крилаті в'язи (Ulmus alata). Заплави річок Бразос та Колорадо доволі широкі, тоді як заплави південних річок, таких як Навідад, Лавака, Гуадалупе, Сан-Антоніо та Нуесес. В їх долинах зустрічаються різноманітні ґрунти — вертісолі, моллісолі та альфісолі, сформовані родючими алювіальними відкладами. Значна частина заплавних лісів була вирубана та перетворена на поля і пасовища.

### Прибережна піщана рівнина (34d)

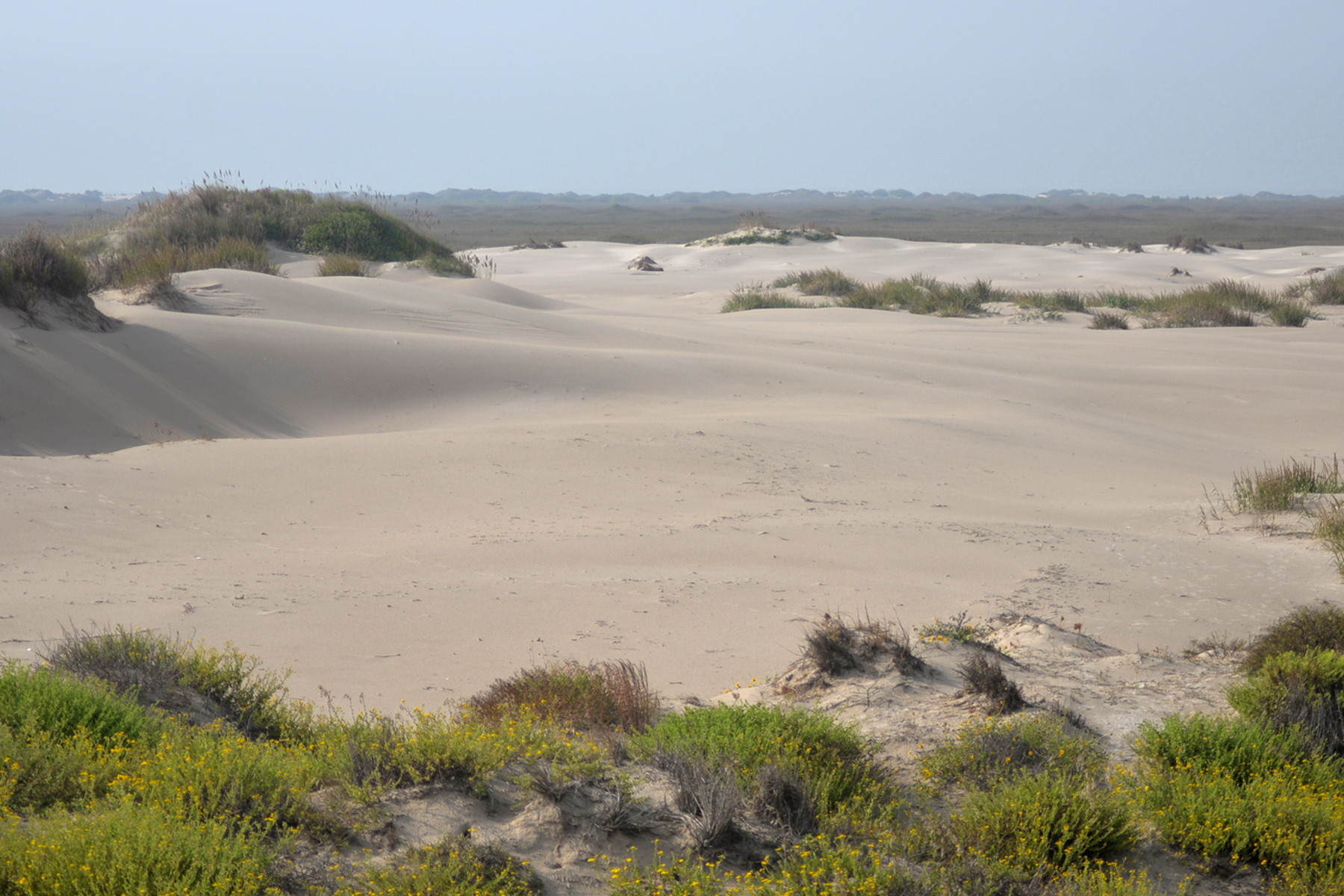
Піщані дюни на острові Падре

Прибережна піщана рівнина чітко відрізняється за рослинністю та ґрунтами від південних напіввологих прибережних прерій (34b), поширених північніше. Тут переважають стабілізовані та активні піщані дюни, з невеликою кількістю мулових та дрібнопіщаних відкладів на півночі. Ґрунти регіону представлені ентісолями та альфісолями. Ця акумулятивна рівнина характеризується закритою внутрішньою системою дренажу. Хоча в цьому напівпосушливому регіоні зазвичай бракує води, тут існує складна водно-болотна екосистема. Після сезонних опадів та тропічних штормів у западинах накопичується вода, просочуванню якої перешкоджають шари глини. У деяких западинах між дюнами вода виходить на поверхню.
Прибережна піщана рівнина вкрита луками, основу яких складають середні та високі трави, подібні до тих, що ростуть на сусідніх бар'єрних островах в екорегіоні 34i. Серед таких трав слід відзначити приморський бородачник (Schizachyrium scoparium var. littorale), прутяне просо (Panicum virgatum), одноколосий двоколосник (Paspalum monostachyum), тонкий двоколосник (Paspalum setaceum), пурпурову арістіду (Aristida purpurea) та різні види гострянки (Cenchrus spp.). Також на луках зустрічаються опунції (Opuntia spp.), котячекігтеві акації (Senegalia greggii), віргінські дуби (Quercus virginiana) та медові мескіти (Prosopis glandulosa).
На берегах водойм, утворених у западинах між дюнами, зустрічаються різні рослинні угруповання, розподіл яких залежить від засоленості ґрунтів внаслідок морських бризок та випаровування, що концентрує солі в ґрунтах. На берегах більш прісних водойм зростає каліфорнійська куга (Schoenoplectus californicus), американська куга (Schoenoplectus americanus), колюча куга (Schoenoplectus pungens), а також ситняги (Eleocharis spp.), смикавці (Cyperus spp.), рогози (Typha spp.), дзьобонасінники (Rhynchospora spp.) та двоколосники (Paspalum spp.). У більш засолених водно-болотних угіддях зустрічаються більш стійкі до солі види, такі як приморський дворядник (Distichlis spicata), морський соняшничок (Borrichia frutescens), каролінський повій (Lycium carolinianum) та прибережний спороболус (Sporobolus spartinae). Водно-болотні угіддя регіону підтримують гніздування різноманітних птахів та забезпечують воду для інших диких тварин, а також для худоби. Більша частина луків Прибережної піщаної рівнини перетворена на пасовища, однак орних земель тут мало, порівняно з південними напіввологими прибережними преріями (34b).

### Нижня долина Ріо-Гранде (34e)
У нижній долині Ріо-Гранде або Великої річки, яка протікає вздовж кордону між Мексикою та США, раніше переважали густі, різноманітні луки і чагарники та заплавні ліси, однак наразі майже всі вони перетворені на поля, пасовища та поселення. Крім того, в регіоні відбулося вторгнення мескітових дерев (Prosopis spp.), пустельних каркасів (Celtis ehrenbergiana) та інших чагарників. З геологічної точки зору, основу регіону складають четвертинні глини та піски, а на заході регіону трапляються міоценові осадові породи формації Голіад. Ґрунти — глибокі глинисті та супіщані моллісолі. Тривалість вегетаційного періоду у нижній долині Ріо-Гранде часто перевищує 320 днів порівняно з 250-260 днями на північно-східному узбережжі Техасу, в регіоні північних вологих прибережних прерій (34a). В регіоні розташовані важливі місця гніздування білокрилої зенаїди (Zenaida asiatica), улюбленого об'єкту полювання у Південному Техасі.

### Нижня алювіальна заплава Ріо-Гранде (34f)

Ландшафт парку Національний історичний парк поля битви Пало-Альто

Основу нижньої заплави Ріо-Гранде складають голоценові алювіальні піски та глини. Ґрунти регіону представлені глибокими суглинистими та глинистими вертісолями та моллісолями, які, як правило, мають дрібнішу структуру, ніж ґрунти нижньої долини Ріо-Гранде (34e) на півночі.
Раніше в заплавах нижньої Ріо-Гранде росли гаї техаських пальметто (Sabal minor), завдяки яким перші іспанські дослідники називали річку Ріо-де-лас-Пальмас. Також тут зустрічалися невисокі вічнозелені субтропічні ліси, які утворювали мозаїку із заплавними листяними лісами. У вічнозелених заплавних лісах переважали техаські ебенові дерева (Ebenopsis ebano) та техаські пальметто (Sabal minor), а у листяних лісах — цукрові каркаси (Celtis laevigata) та товстолисті в'язи (Ulmus crassifolia). Більшість пальмових гаїв та заплавних лісів регіону були вирубані на початку XX століття. Наразі більшу частину регіону вкривають поля, на яких вирощують бавовник, цитрусові, сорго, цукрову тростину, овочі та баштанні культури.
Це найбільш субтропічний регіон Техасу, однак іноді тут трапляються сильні заморозки, які вражають рослин та тварин. Субтропічний, помірний, прибережний та пустельний впливи сходяться у заплаві Ріо-Гранде, що призводить до великого видового різноманіття її флори та фауни. Тут зустрічаються дикі тропічні кішки — оцелоти (Leopardus pardalis) та ягуарунді (Herpailurus yagouaroundi), руді сичики-горобці (Glaucidium brasilianum), жовточереві паї (Cyanocorax luxuosus), чорноволі трупіали (Icterus gularis), східні чачалаки (Ortalis vetula), техаські черепахи (Gopherus berlandieri), техаські індигові змії (Drymarchon melanurus erebennus) та мексиканські носаті жаби (Rhinophrynus dorsalis). Багато видів птахів досягають тут північного краю свого ареалу. Через південний край Техасу проходять як Центральний, так і Міссісіпський пролітний шляхи. Загалом у нижній заплаві Ріо-Гранде можна зустріти майже 500 видів птахів, зокрема неотропічних перелітних птахів, різноманітних коловодних, водоплавних та хижих птахів, що робить регіон популярним місцем для спостереження за птахами.
Гідрологія та природні цикли повеней у нижній заплаві Ріо-Гранде були змінені людьми. Це призвело до зниження якості та кількості водно-болотних угідь, особливо стариць, відомих як ресака, які є важливими оселищами для багатьох диких тварин. Зміна циклів повеней у регіоні також сприяє заміні місцевих дерев більш склерофітними видами, такими як мескіти. Вода Ріо-Гранде здебільшого відводиться для зрошення полів та водопостачання міст, і лише невелика кількість води досягає Мексиканської затоки. Хімікати, що використовуються у сільському господарстві, потрапляють у річкову воду та забруднюють її.
Ще однією проблемою регіону є підвищення солоності води в Ріо-Гранде, що негативно впливає на місцевих риб та сприяє інвазивним видам, таким як блакитна тиляпія (Oreochromis aureus). Оскільки підземні води в регіоні, як правило, солоні та непридатні для використання, збільшення солоності поверхневих вод також загрожує використанню води Ріо-Гранде для зрошення та споживання людьми, кількість яких в регіоні за останні десятиліття стрімко зростає.
Проблема дефіциту води посилюється внаслідок інвазії немісцевих водних рослин, зокрема гідрілли (Hydrilla verticillata) та звичайних водяних гіацинтів (Pontederia crassipes). Вони не тільки виводять воду в атмосферу, але й засмічують течію річки, а також водорозподільні трубопроводи та акведуки. Рослини швидко ростуть і розмножуються, утворюючи щільні килимки на поверхні води, які блокують сонячне світло та перешкоджають обмін киснем. Для боротьби з цими популяціями рослин використовують механічне збирання, гербіциди та інтродукованих білих амурів (Ctenopharyngodon idella).

### Прибережні болота Техасу та Луїзіани (34g)

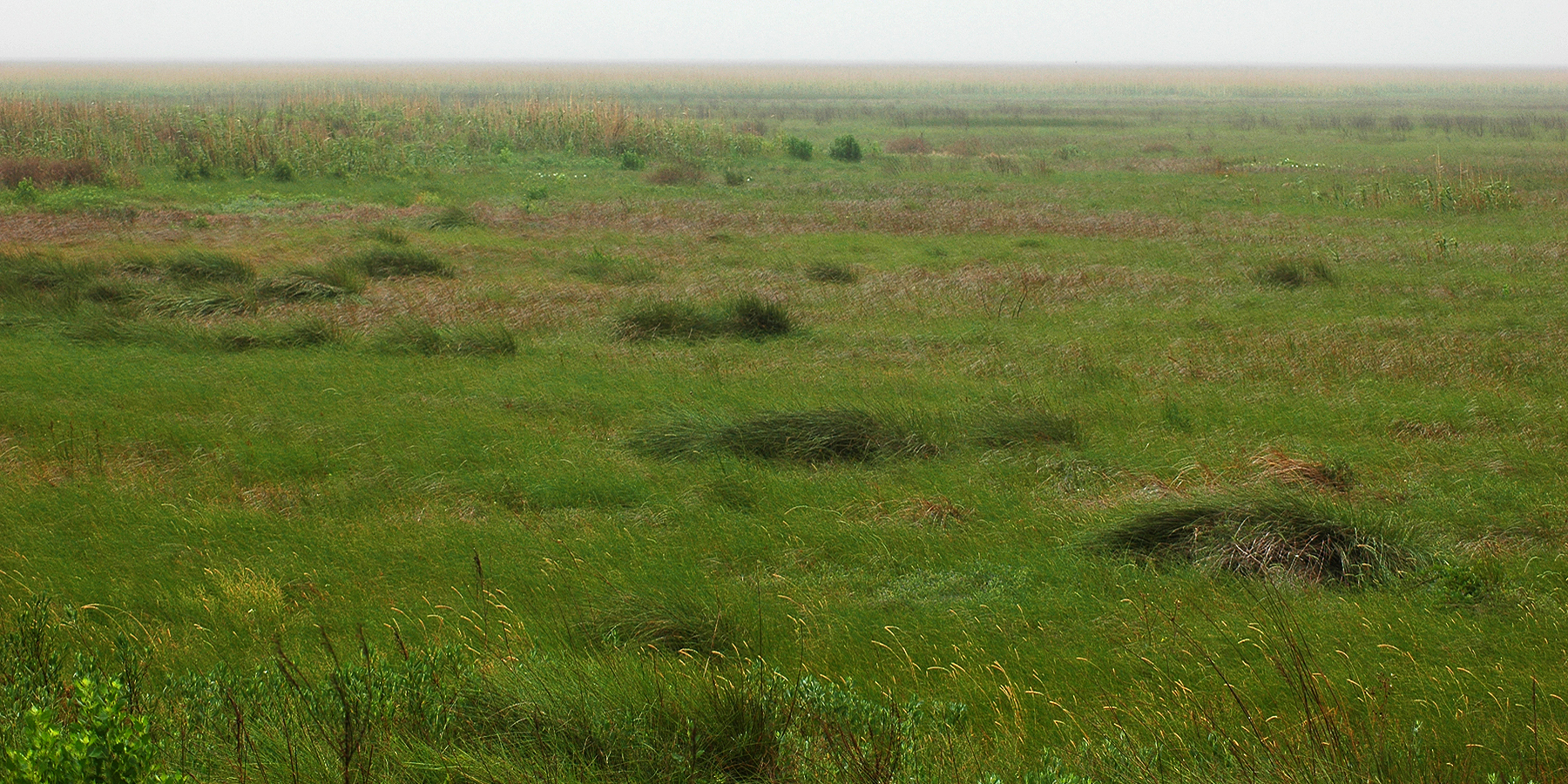
Ландшафт заповідника Національний природний заповідник Техас-Пойнт

Від регіонів центральних прибережних боліт (34h) та прибережних боліт Лагуни-Мадре (34i) регіон прибережних боліт Техасу та Луїзіани відрізняється великими масивами прісноводних та солоних боліт, відсутністю бар'єрних островів, меншою кількістю лиманів, а також більш вологим кліматом. Середньорічна кількість опадів у техаській частині регіону коливається від 1220 до 1370 мм, а в луїзіанській — досягає 1600 мм. Регіон включає багато річок, озер, байю та припливних каналів. Річки, що протікають територією регіону, переважно витікають із соснових лісів Пайні-Вудсу, та оточені болотами, на яких зростають солоно-болотні спороболуси (Sporobolus alterniflorus) та солоно-лучні спороболуси (Sporobolus pumilus).
Лимани та болота регіону є місцем зимівлі численних гусей та качок, а також середовищем проживання багатьох дрібних ссавців та міссісіпських алігаторів (Alligator mississippiensis). Вздовж усього узбережжя зустрічаються комерційно важливі північні бурі креветки (Farfantepenaeus aztecus), атлантичні білі креветки (Litopenaeus setiferus), американські устриці (Crassostrea virginica) та блакитні краби (Callinectes sapidus). Серед риб, що зустрічаються в затоках цього регіону та сусіднього регіону центральних прибережних боліт (34h), слід відзначити червоного горбаня (Sciaenops ocellatus), чорного горбаня (Pogonias cromis), південну камбалу (Paralichthys lethostigma) та плямисту морську камбалу (Cynoscion nebulosus), які цінуються у спортивній риболовлі.
Найвища вершина регіону розташована у невеликому містечку Хай-Айленд, розташованому на соляному куполі на висоті понад 9 м над рівнем моря. Це одна з найвищих точок безпосередньо в Мексиканській затоці між Мобілем в штаті Алабама і півостровом Юкатан. Хай-Айленд також є добре відомим місцем спостереження за птахами. Велика кількість неотропічних співочих перелітних птахів зупиняється тут, щоб відпочити від польоту.

### Центральні бар'єрні острови та прибережні болота (34h)

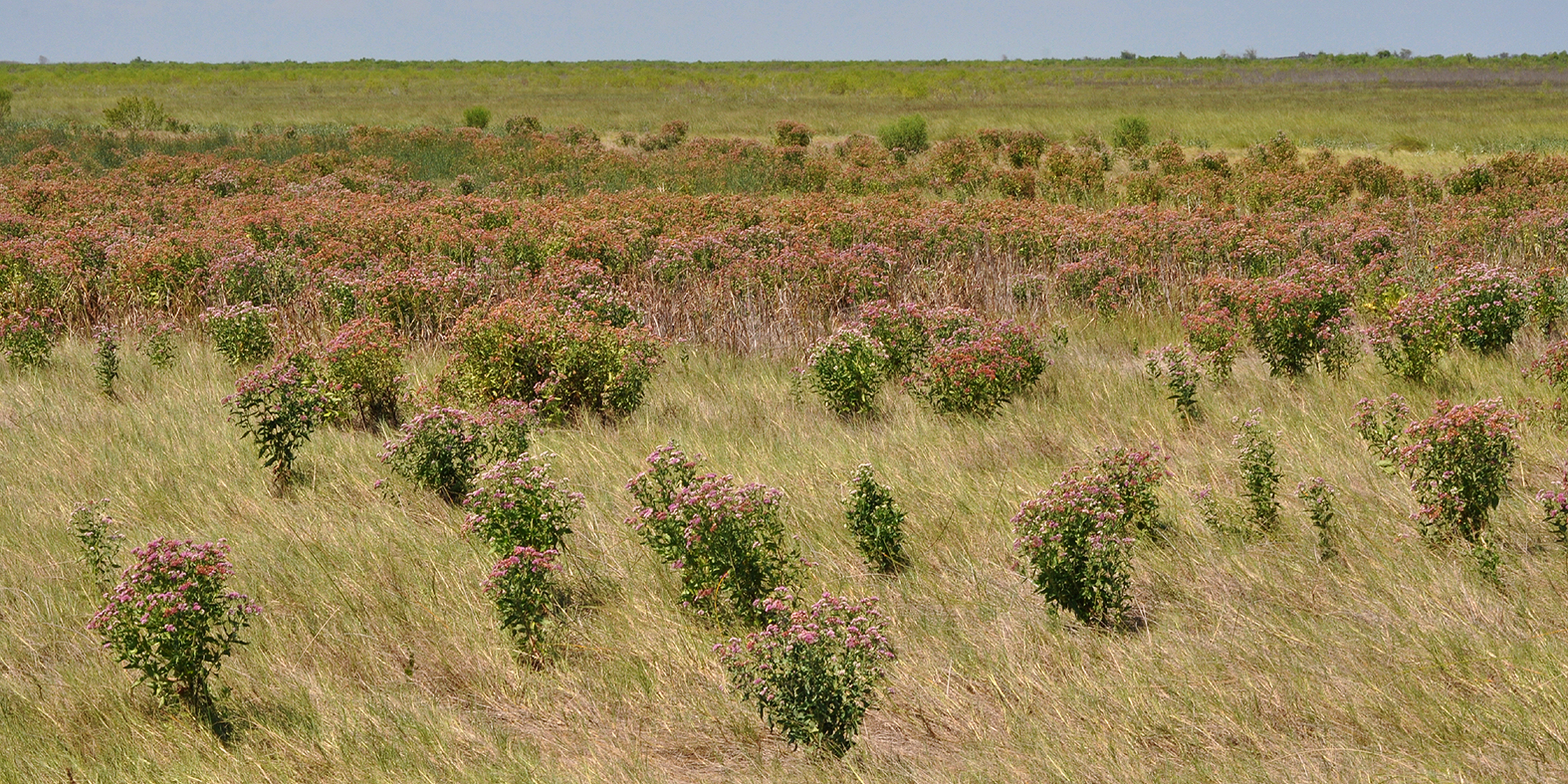
Pluchea odorata (Pluchea odorata) в заповіднику Національний природний заповідник Бразорія

Регіон центральних бар'єрних островів та прибережних боліт простягається через Техаський прибережний вигин, від затоки Галвестон на північному сході до затоки Корпус-Крісті на південному заході. Клімат регіону менш вологий, ніж у прибережних болотах Техасу та Луїзіани (34g), та більш вологий, ніж в районі Лагуни-Мадре на південному заході (34i). За рік тут випадає від 860 до 1170 мм опадів.
Регіон включає солоні, солонуваті та прісні болота, бар'єрні острови з невеликими конусами виносу та піщані або глинисті припливні мілини, сформовані голоценовими відкладами. У внутрішній частині регіону, між затоками Матагорда та Корпус-Крісті, зустрічаються давні бар'єрні острови, сфоромовані плейстоценовими відкладами. Типовими ґрунтами на прибережних болотах є ентісолі та, меншою мірою, гістосолі. На припливних рівнинах та прибережних болотах зустрічаються моллісолі, а на піщаних бар'єрних островах та дюнах — ентісолі. У районі Техаського прибережного вигину бар'єрні острови підтримують великі переддюни та дюнні поля позаду островів. Затоки характеризуються обривистими берегами, що утворилися внаслідок ерозії. Солоні болота та припливні рівнини здебільшого обмежені задньою стороною бар'єрних островів, а прісні або солонуваті болота зазвичай пов'язані з дельтами річок.
У найбільш засолених зонах домінує солоно-болотний спороболус (Sporobolus alterniflorus), солоно-лучний спороболус (Sporobolus pumilus) та приморський дворядник (Distichlis spicata). На більшій частині регіону поширені луки, на яких домінують приморські бородачники (Schizachyrium scoparium var. littorale), одноколосі двоколосники (Paspalum monostachyum), морський овес (Uniola paniculata), звичайний очерет (Phragmites australis) та прибережні кручені паничі (Ipomoea pes-caprae). У деяких районах зустрічаються поодинокі віргінські магнолії (Magnolia virginiana), прибережні персеї (Persea borbonia) та карликові віргінські дуби (Quercus virginiana). Південніше Порт-О'Коннора починають зустрічатися чорні мангри (Avicennia germinans).
У цьому прибережному районі зустрічаються всі три комерційно важливі види креветок — північні бурі креветки (Farfantepenaeus aztecus), північні рожеві креветки (Farfantepenaeus duorarum) та атлантичні білі креветки (Litopenaeus setiferus), а також американські устриці (Crassostrea virginica) та блакитні краби (Callinectes sapidus). Затоки Копано та Мескіт на півночі регіону мають низьку або помірну солоність. Вони приваблюють журавлів та інших птахів.
Конвергенція прибережних течій з півночі та півдня відбувається на південь від затоки Корпус-Крісті, поблизу острова Падре. Затока Корпус-Крісті слугує межею між двома окремими лиманними екосистемами.

### Бар'єрні острови та прибережні болота Лагуни-Мадре (34i)

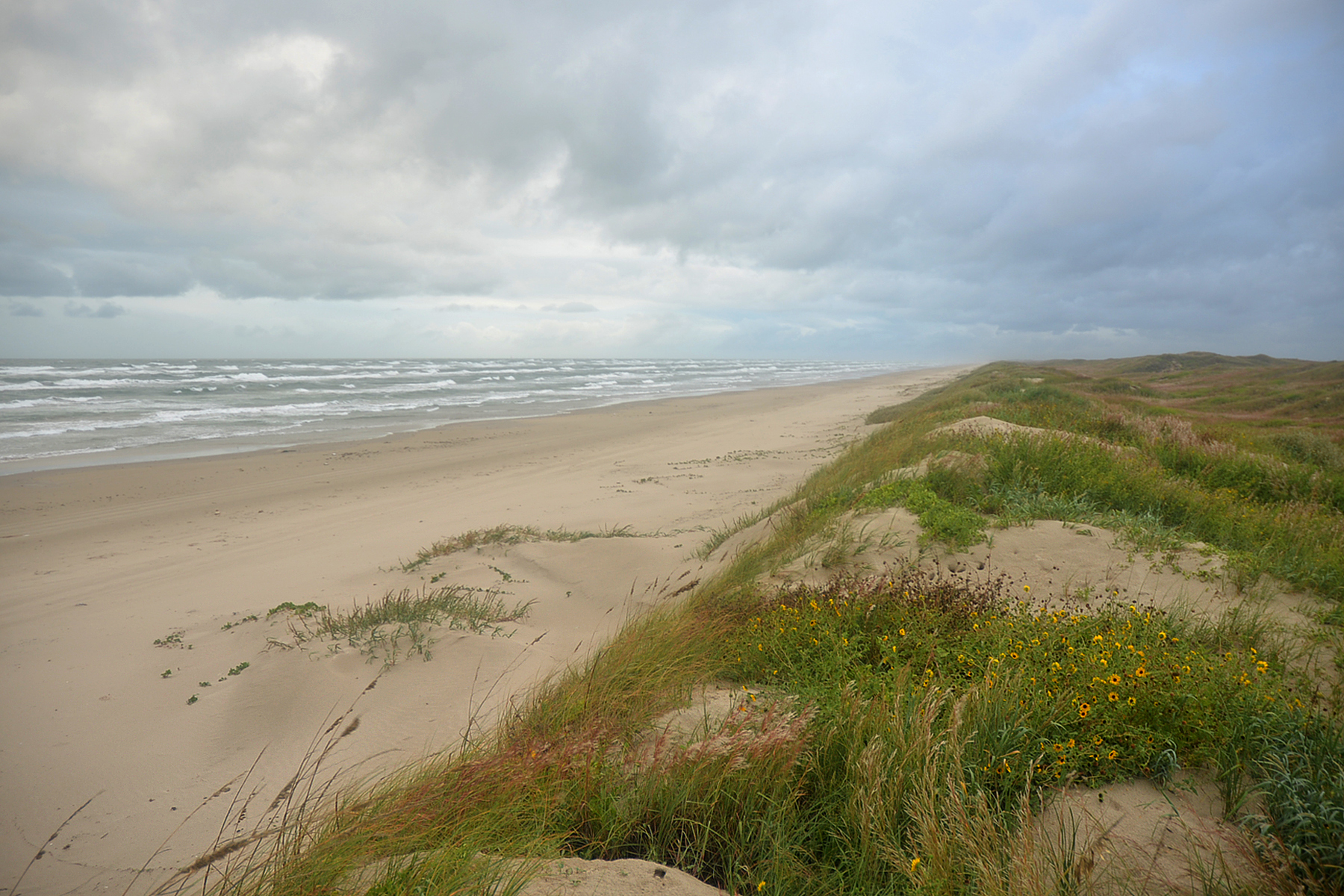
Узбережжя острова Падре

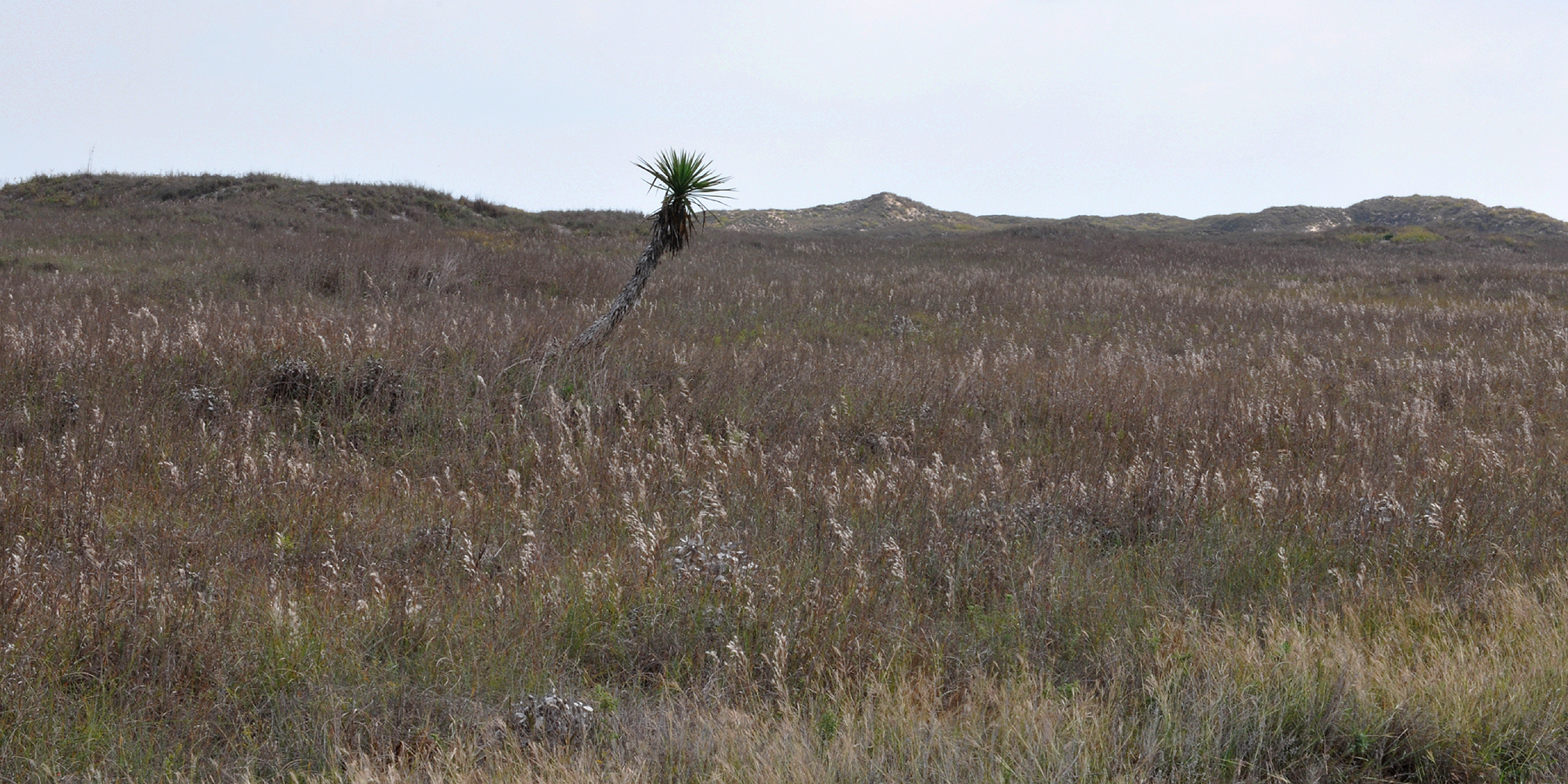
Луки на острові Падре

Регіон бар'єрних островів та прибережних боліт Лагуни-Мадре вирізняється системою гіперсолоних лагун, великими луками морської трави, широкими глинистими припливними рівнинами та довгим вузьким бар'єрним островом із великою кількість конусів виносу. Він має високий рибальський потенціал. Тут зустрічаються численні охоронювані види та зимують великі популяції американських попелюхів (Aythya americana).
Нижня прибережна зона Техасу характеризується напівпосушливим кліматом та меншою кількістю опадів (від 680 до 760 мм за рік) порівняно з регіонами центральних прибережних боліт (34h) та прибережних боліт Техасу і Луїзіани (34g) на півночі. Загалом середньорічна кількість опадів тут надзвичайно мінлива, а випаровування, як правило, у два-три рази перевищує кількість опадів. Тропічні шторми та урагани можуть внести великі зміни в цей динамічний екорегіон, де зустрічаються види з помірної півночі, тропічного півдня, морського сходу та посушливого заходу. 
Північна межа регіону проходить вздовж північного краю Лагуни-Мадре, де вона з'єднується з затокою Корпус-Крісті у місці, де сходяться острови Падре та Мустанг. На острові Падре завдовжки 182 км, найдовшому бар'єрному острові світу, розташовані піщані та черепашкові пляжі, передострівні дюни, вкриті рослинністю стабілізовані дюни, безплідні дюнні поля позаду острова, а також припливні мілини на західній окраїні острова. На півночі острова Падре зустрічається майже вдвічі більше видів рослин, ніж на півдні. Рослинний покрив острова переважно представлений травами — гірким просом (Panicum amarum), морським вівсом (Uniola paniculata), одноколосим двоколосником (Paspalum monostachyum), червоним гусятником (Eragrostis secundiflora), приморським бородачником (Schizachyrium scoparium var. littorale) та спороболусами (Sporobolus spp.). Серед поширеного на острові різнотрав'я слід відзначити кремове дике індиго (Baptisia bracteata), затоковий кротон (Croton punctatus), прибережний портулак (Sesuvium portulacastrum), різні види пупчаків (Hydrocotyle spp.), флоксів (Phlox spp.) та кручених паничів (Ipomoea spp.). Порослі рослинністю бар'єрні мілини колись слугували пасовищами для худоби. На деяких ставках і болотах регіону росте солоно-лучний спороболус (Sporobolus pumilus), одноколосий двоколосник (Paspalum monostachyum), комиш (Scirpus spp.), рогіз (Typha spp.), осока (Carex spp.) та пупчак (Hydrocotyle spp.). Болота в регіоні, як правило, менші, порівняно з північними частинами екорегіону. Подекуди в районі Лагуни-Мадре зустрічаються зарості чорних мангрів (Avicennia germinans), поширення яких обмежене випадковими зимовими заморозками.
Оскільки жодна річка не впадає в техаську Лагуну-Мадре, вода в ній є гіперсолоною. У поєднанні з тамауліпаською Лагуною-Мадре, це найбільша гіперсолона система лиманів у світі. Невелика глибина, чиста вода та теплий клімат цієї лагуни сприяють росту морської трави. Майже 80 % усіх заростей морської трави Техасу зустрічаються в Лагуні-Мадре. Харчова мережа Лагуни-Мадре переважно базується на водній рослинності (морській траві та водоростях), а не на вільно плаваючому фітопланктоні.
Луки мілинної трави (Halodule wrightii) є важливим елементом, що підтримує великі популяції риб та водоплавних птахів, таких як американські попелюхи (Aythya americana). На стан цих луків впливають навігаційні днопоглиблювальні роботи, гідрологічні зміни та цвітіння фітопланктону. У багатьох районах мілинну траву замінює ламантинова трава (Syringodium filiforme), менш бажана для попелюхів. Забруднення сільськогосподарськими хімікатами та каналізаційними стоками, поглиблення дна, а також забудова бар'єрних островів негативно впливають на екологію лагуни.
Через підвищену солоність лагуни тут практично відсутній комерційний вилов американських устриць (Crassostrea virginica). Вилов блакитних крабів (Callinectes sapidus) в регіоні також є менший, ніж на півночі. Важливу частину промислового вилову тут складають північні рожеві креветки (Farfantepenaeus duorarum), тоді як атлантичні білі креветки (Litopenaeus setiferus) більш поширені на півночі в екорегіоні 34g. Історично високопродуктивне комерційне рибальство тепер поступилося спортивному рибальству, об'єктами якого зазвичай стають червоні горбані (Sciaenops ocellatus), чорні горбані (Pogonias cromis) та плямиста морська камбала (Cynoscion nebulosus)
Незважаючи на те, що на бар'єрних островах фауна ссавців зазвичай є біднішою, ніж на прилеглому материку, на острові Падре живе багато тварин. Тут зустрічаються американські борсуки (Taxidea taxus), звичайні ракуни (Procyon lotor), віргінські опосуми (Didelphis virginiana), прибережні кенгурові стрибуни (Dipodomys compactus), плямисті ховрашки (Xerospermophilus spilosoma) та кажани. Найбільшим місцевим ссавцем є койот (Canis latrans). Іноді на острові Падре зустрічаються білохвості олені (Odocoileus virginianus), однак вони зазвичай приходять на острів вбрід з материка та не живуть на ньому. На материковій частині регіону, як відомо, зустрічаються оцелоти (Leopardus pardalis). В регіоні зареєстровано понад 350 видів птахів та багато плазунів, зокрема п'ять видів морських черепах: шкірясті черепахи (Dermochelys coriacea), зелені черепахи (Chelonia mydas), довгоголові морські черепахи (Caretta caretta gigas), бісси (Eretmochelys imbricata) та черепахи Кемпа (Lepidochelys kempii).

### Лесові рівнини Лафаєтту (34j)

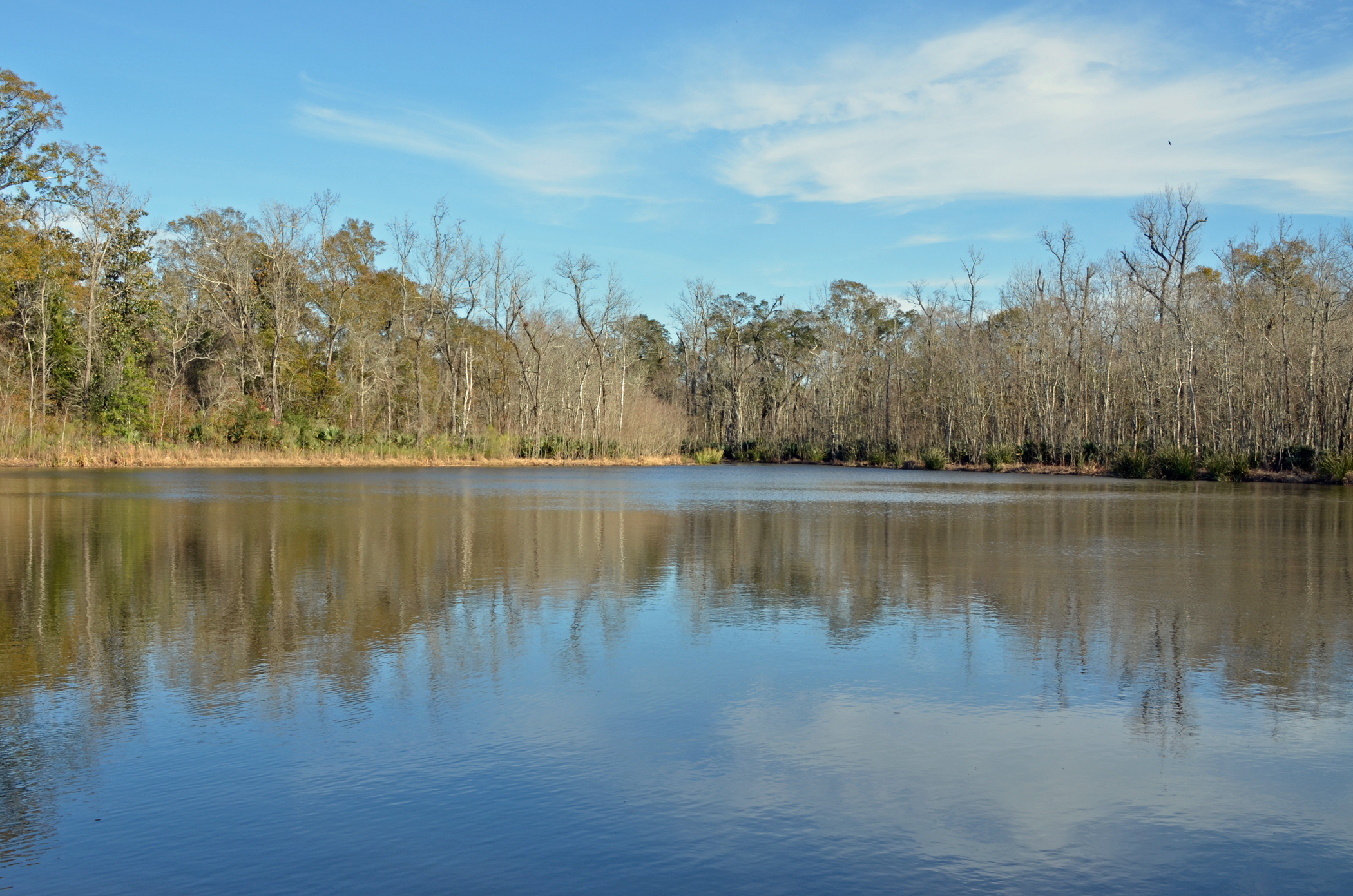
Ландшафт Державний парк острова Пальметто (Луїзіана)

Рівнини, що простягаються на захід від Лафаєтту в Луїзіані, історично були вкриті прибережними преріями, подібними до північних вологих прибережних прерій (34a). Ґрунти регіону представлені добре або погано дренованими альфісолями та моллісолями із мулисто-суглинковою текстурою поверхні, що розвинулись на пізньоплейстоценових терасах із лесу, пов'язаного з долиною Міссісіпі. Раніше у преріях регіону домінували високі бородачники (Andropogon gerardi), приморські бородачники (Schizachyrium scoparium var. littorale), пониклі сорговники (Sorghastrum nutans) та прутяне просо (Panicum virgatum). Вздовж деяких струмків зустрічалися заплавні листяні ліси. Наразі прерії регіону переважно знищені та замінені на сільськогосподарські угіддя, на яких вирощують рис, бавовник, цукрову тростину, батат та пшеницю, а також на аквакультурні ставки, у яких вирощують раків. 

## Збереження
Лише близько 3 % території екорегіону поза межами природоохоронних територій залишилися у природному стані, тоді як більша частина прибережних прерій була знищена та перетворена на сільськогосподарські угіддя, пасовища або поселення. Темпи росту населення надзвичайно високі в окремих частинах регіону, особливо в околицях Х'юстона, що призводить до масової урбанізації та до знищення природних ландшафтів. 
Оцінка 2017 року показала, що 13 475 км², або 15 % екорегіону, є заповідними територіями. Природоохоронні території включають: Національний природний заповідник дельти, Національний природний заповідник Лакассін, Національний природний заповідник прерій Камерон, Національний природний заповідник Себін, Державний парк острова Пальметто, Природний заповідник острова Марш та Природний заповідник Рокфеллер в Луїзіані, Національний природний заповідник Техас-Пойнт, Національний природний заповідник Анауак, Національний природний заповідник Муді, Національний природний заповідник лучних тетеруків Еттуотера, Національний природний заповідник Бразорія, Національний природний заповідник Сан-Бернард, Національний природний заповідник Біг-Боггі, Національний природний заповідник Аранзас, Національний природний заповідник острова Матагорда, Національний природний заповідник Лагуна-Атаскоса, Національний природний заповідник Санта-Ана, Національне узбережжя острова Падре, Державний парк Бразос-Бенд та Державний парк острова Мустанг в Техасі, а також Природоохоронна зона Лагуни-Мадре та дельти Ріо-Браво в Тамауліпасі.